# 人形劇・トロッコ
人形劇・トロッコ（にんぎょうげき・トロッコ）は、1971年創立の日本の人形劇団である。本拠地は滋賀県大津市。地元のみならず全国的な公演活動をおこなっている。
小規模な劇団だが30年以上の歴史を持つ。海外公演も多く15カ国以上から招待され公演している。大阪の小劇場のメッカであったオレンジルームで1978年から10年間大人のための人形劇場を数々制作したほか、人形劇の図書館を開設し運営するなど単に公演だけでなく人形劇の文化といえる活動を精力的におこなってきた劇団である。
平常は主として保育園・幼稚園での巡回公演を行っている。幼いこどもたちのための作品に見られる小規模劇団ならではの個性、豊かな経験や人形劇に取り組む姿勢は、幼稚園などの現場で高い評価を得ている。
2007年現在で通算の観客数が100万人目に達成する。保育園・幼稚園などでの小規模な公演を主としてきたが、長年の積み重ねでこの数字となった。

## 沿革
- 1971年　飯室康一･潟見英明らにより創立。「おかあさんといっしょ」｢ピンポンパン｣などのテレビ人形劇を担当する。
- 1975年　京都府に本拠を移し、引き続き「ブンブンバンバン｣「地下鉄のドジ｣などのテレビ人形劇を担当する。
- 1978年　｢大人の人形劇バラエテイ」を大阪のオレンジルームで始める。
- 1986年　｢バンクーバー国際こども祭」(Vancouver International Children's Festival) からの招待でカナダ、アメリカ合衆国を2ヶ月巡演。これを皮切りにして以降フランス、ロシア、アイルランド、ドイツ、韓国、バングラデシュ、アラブ首長国連邦、イエメン、バーレーン、パキスタン、インド、スリランカ、シンガポールなどで上演を行っている。
- 1991年 滋賀県大津市に「人形劇の図書館」を開設。
- 1995年 「人形劇の図書館」の一般公開が始まる。
- 1998年　劇団の所在地を人形劇の図書館のある大津市坂本へ移す。この間、公演の主体が幼稚園･保育園であることは変わっていない。